# Lyttelton
Lyttelton (in māori Te Whaka Raupo) è una città portuale della regione di Canterbury nell'isola del Sud in Nuova Zelanda, intitolata a George Lyttelton, aristocratico e politico britannico.
Con Christchurch, Lyttelton, grazie alla sua vicinanza all'isola di Ross, è stata un importante snodo logistico delle spedizioni del Commonwealth in Antartide.